# Marc Orlando
Marc Orlando (* 16. März 1968 in Saintes, Frankreich) ist ein französisch-australischer Konferenzdolmetscher und Übersetzer und Dozent an der Monash University in Melbourne. Zurzeit ist er dort Studienkoordinator für den Fachbereich Übersetzen und Dolmetschen.

## Ausbildung und Werdegang
Von 1991 bis 1996 studierte Marc Orlando English Studies an der Université Bordeaux III  und legte dort seinen Bachelor- und seinen Masterabschluss ab. Daraufhin schloss er von 1996 bis 1998 ein weiteres postgraduales Studium von Englisch und Französisch als Zweit- bzw. Fremdsprache an der Université Lumière Lyon II an und arbeitete anschließend fünf Jahre lang als Lehrer für Englisch als Zweitsprache. Im Jahr 2004 wurde er von der australischen National Accreditation Authority for Translators and Interpreters (NAATI) als Übersetzer und im Jahr 2005 als Dolmetscher ermächtigt. Seit 2007 ist Marc Orlando Dozent am Institut für Übersetzen und Dolmetschen der Monash University und arbeitet dort seit 2009 auch an seiner Dissertation im Bereich der Übersetzer- und Dolmetscherausbildung. Zudem ist er aktueller Studienkoordinator des Translation and Interpreting Studies Program und CIUTI-Repräsentant der Monash University.

## Berufspraxis
Als Konferenzdolmetscher für die Sprachen Englisch und Französisch war Marc Orlando bereits für einige internationale Organisationen in der Region Asien-Pazifik tätig, unter anderem für das australische und das neuseeländische Außenministerium, für Botschaften, für den Federal Court of Australia sowie für zahlreiche Agenturen und Privatkunden.
Als Übersetzer aus dem Englischen ins Französische arbeitet Marc Orlando vor allem auf den Gebieten der technischen, der literarischen und der journalistischen Übersetzung. Zwei seiner jüngsten Übersetzungen sind Sachbücher über die Maori bzw. die Aborigines für den Verlag Au Vent des Iles.
Marc Orlando ist darüber hinaus Mitglied in mehreren Berufsverbänden für Übersetzer und Dolmetscher: AUSIT (Australien), NZSTI (Neuseeland) und SFT (Frankreich). Zurzeit ist er außerdem der französischsprachige Redakteur von Translatio, dem Newsletter des internationalen Berufsverbandes für Übersetzer und Dolmetscher, FIT.

## Lehr- und Forschungstätigkeit
Seit 2007 gibt und konzipiert Marc Orlando Kurse für Bachelor- und Masterstudenten des Translation and Interpreting Studies Program. Darüber hinaus forscht er im Bereich der Übersetzer- und Dolmetscherausbildung. Im Rahmen seiner Dissertation beschäftigt er sich speziell mit den Wechselwirkungen von Praxis, Forschung und Lehre im Rahmen der Übersetzer- und Dolmetscherausbildung im 21. Jahrhundert. Gleichzeitig ist er weiterhin als freiberuflicher Übersetzer und Dolmetscher tätig.
Zwischen 2008 und 2013 war Marc Orlando außerdem immer wieder Gastdozent an mehreren in- und ausländischen Universitäten sowie internationalen Einrichtungen präsent: an der Université Jean Moulin Lyon III, der Johannes-Gutenberg-Universität Mainz im Fachbereich Translations-, Sprach- und Kulturwissenschaft in Germersheim, der Macquarie University Sydney/T&I dept, bei der Europäischen Kommission/Generaldirektion Dolmetschen in Brüssel, an der Universität Paris III – Sorbonne Nouvelle/Übersetzer- und Dolmetscherschule ESIT, der Universität Wien und der Universität Triest.

## Auszeichnungen und Preise
2007 gewann Marc Orlando den Übersetzerpreis AUSIT National Award for Excellence in Translating für die französische Übersetzung des Dokumentarfilms „War Zone – A Reporters Story“ (Zone de Guerre) von Jon Stephenson. 2006 war dieser neuseeländische Journalist für den Film bereits mit dem International Bayeux Prize for War Correspondents ausgezeichnet worden. Im Jahr 2011 gewann er den Preis zum zweiten Mal für seinen Film „Eyes Wide Shut“ (Les yeux grands fermés), den Marc Orlando ebenfalls ins Französische übersetzt hatte.

## Jüngste Forschungsprojekte
- 2013–2015: Leiter eines gemeinsamen Forschungsprojekts der Monash University und des Unternehmens OnCall Interpreters and Translators zum Thema Digitalstifte und ihrem möglichen Einsatz in der Berufspraxis von Übersetzern und Dolmetschern[7].
- 2010–2012/2012–2014 in Zusammenarbeit mit dem australischen Office of Multicultural Affairs and Citizenship of Victoria: Ausarbeitung von Kursen im Bereich Übersetzen und Dolmetschen sowohl für Städte als auch für ländliche Gebiete.
- 2011–2012 für die National Accreditation Authority for Translators and Interpreters (NAATI): Arbeit an einem neuen Modell für NAATI-Standards, -Prüfverfahren und Bewertung.

## Bibliographie

### Beiträge in Sammelbänden
- (im Druck) Digital pen technology and interpreting training, practice and research in “Digital Education in Interpreter Education”, Ehrlich S. and Napier J. (Hrsg.), Gallaudet University Press, 2014.
- Training professional translators in Australia: Process-oriented and product-oriented evaluation approaches in “Global Trends in Translator and Interpreter Training”, Hubscher-Davidson S. and Borodo M. (Hrsg.), Continuum, London, 2012, S. 197–216.

### Artikel in wissenschaftlichen Zeitschriften
- A study on the amenability of digital pen technology in a hybrid mode of interpreting: Consec-simul with notes. The International Journal of Translation and Interpreting Research, 6(2), 2014, 39–54.
- Intake test for a short interpreter training course: Design, implementation, feedback. International Journal of Interpreter Education, 4(1), 2012, 21–45.
- Beyond pen and paper: Note-taking training and digital technology in “Proceedings of the “Synergise!” Biennial National Conference of the Australian Institute of Interpreters and Translators: AUSIT 2010”, Cambridge Scholars Publishing, 2011.
- Evaluation of translations in the training of professional translators: At the crossroads between theoretical, professional and pedagogical practices. The Interpreter and Translator Trainer 5(2), 2011, 293–308, St Jerome’s publishing.
- Digital pen technology and consecutive interpreting: Another dimension in note-taking training and assessment. The Interpreters’ Newsletter, 15, 2010, 71–86.
- Interpreting eloquence: When words matter as much as ideas. The AALITRA Review, A Journal of Literary translation, 1, 2010, 52–60.
- The bilingual writer, creative writing, and literary translation and interpreting. ASLIA National Across the Board Review, 4(4), 2009.
- The literary interpreter and creative interpretation: A new facet in interpreting? Translation between Globalisation and Localisation, The New Zealand Society of Translators and Interpreters, Auckland, 2008, 126–137.

### Konferenzbeiträge
- Becoming a ‘glocal’ translator through mobility. Seminarreihe, Université Jean Moulin, Dezember 2013, Lyon.
- Training 21st century translators and interpreters: Pedagogical suggestions to respond to the needs of a globalised industry. Asia Pacific Forum on Translation and Intercultural Studies, 16.–18. November 2013, Melbourne.
- “Consec-simul” and digital pen technology: New modes for new media. Johannes-Gutenberg-Universität Mainz/Germersheim, Juni 2013, Germersheim.
- Literary translation and literary interpretation: Professional exchanges. Johannes-Gutenberg-Universität Mainz/Germersheim, Juni 2013, Germersheim.
- Liaison interpreting, an overview. Seminarreihe, Université Jean Moulin, November 2012, Lyon.
- Translating social anthropology and the role of the translator: Two case studies, First Australians and Mau Moko. Seminarreihe, Université Jean Moulin, November 2012, Lyon.
- Gaining social and cultural awareness through academic mobility: The case of translation and interpreting studies double master students. ICAMM3, 4.–6. Juli 2012, Kuala Lumpur.
- Interprétation consécutive, prise de notes et technologie numérique. XIV FIT Congress, 1.–5. August 2011, San Francisco.
- Training translators and interpreters in today’s world. AFTV Conference, 22.–23. Juli 2011, Melbourne.
- Activism and translation: The case of Mau Moko. AAL-AALITRA International Conference, Translation and Literature, 11.–12. Juli 2011, Melbourne.
- Digital solutions for today’s challenges. 15th European Commission DG Interpretation/Universities conference “Interpreting in a Globalised World”, Brüssel, Belgien, 16.–18. März 2011.
- Mediating the exchange of knowledge across cultural and linguistic divides: The case of Mau Moko. Writing Past Each Other? Conference on Literary Translation and Community, Wellington, Neuseeland, 11.–13. Dezember 2010.
- Digital technology advances for consecutive interpreting training. AUSIT 2010 National conference. Fremantle, Western Australia, 5.–6. November 2010.
- Beyond pen and paper. Another dimension in note-taking assessment and training. International Conference on Emerging Topics in T&I. Triest, Italien, 16.–18. Juni 2010.
- New technology advances for note-taking training and assessment. Translation and Interpreting Awareness Day. NAATI conference. Melbourne, 21. Mai 2010, veröffentlicht in den NAATI News, 23, 2, Juni 2010.
- An encounter with Marie Darrieussecq. Moderation einer Diskussionsrunde zum Thema literarische Übersetzung mit der Schriftstellerin, ihrem australischen Übersetzer und ihren zwei Verlegern. Alliance Française of Melbourne, August 2009.
- The translation of Mau Moko into French: A journey between languages and cultures. 3rd IATIS International Conference, Juli 2009, Melbourne, Australien.
- Process-oriented and product-oriented evaluation in the training of professional translators. 3rd IATIS International Conference, Juli 2009, Melbourne, Australien.
- Conflict in translation: Translating news related to international conflict and war. Mit dem neuseeländischen Kriegsberichterstatter Jon Stephenson, Übersetzungswissenschaftliche Seminarreihe, Monash University, März 2008, Melbourne Australien.

### Veröffentlichte Übersetzungen
- Aborigènes et peuples insulaires. Une histoire illustrée des premiers habitants de l’Australie, (Originaltitel: First Australians) – Au Vent des Iles (2012).
- Ici. Ein Stück von Rebecca Lister (2012), auf Französisch aufgeführt im Rahmen des Australia Festival, Divonne-les-bains, France, September 2012.
- Les yeux grands fermés (Originaltitel: Eyes Wide Shut), (2011). Dank der Übersetzung gewann Drehbuchautor Jon Stephenson 2011 den Bayeux Calvados International Award for War Correspondents.
- Mau Moko, le monde du tatouage maori, (Originaltitel: Mau Moko, the world of Maori tattoo) - Au Vent des Iles (2010).
- Remake, (re)points of view, eine Ausstellung von Fiona MacDonald, contemporary arts centre, Montréal, Kanada, (März 2008).
- The Maori merchant of Venice, ein Film von Don Selwin, He Taonga Films, Neuseeland (2006) – Untertitel.
- Zone de Guerre (Originaltitel: War Zone, A Reporter’s Story), (2006). Dank der Übersetzung gewann Drehbuchautor Jon Stephenson 2006 den Bayeux Calvados International Award for War Correspondents.